# Jutsu (Naruto)
Jutsu (術, lit. "Tehnică" sau "Abilitate"), în seriile manga și anime intitulate Naruto, autor Masashi Kishimoto, se referă la abilitățile de care dispune un ninja. Acțiunea are loc într-un univers fictiv în care diverse țări se luptă pentru putere folosind soldați ninja. Firul narativ al povestirii întitulate Naruto urmărește un grup de tineri și tinere ninja din Konohagakure (Satul Ascuns sub Frunză), un sat fictiv dintr-o țară fictivă, Hinokoku (Țara Focului). 
Masashi Kishimoto a dezvoltat conceptul de jutsu pentru a explica faptele supranaturale ale ninja și pentru a da o imagine nouă, originală personajelor ninja din manga, ceea ce i-a adus deopotrivă laude și critici.

## Concept și dezvoltare
Masashi Kishimoto a dezvoltat conceptul de jutsu și în scopul de a combate ideile preconcepute despre ninja din alte manga, creindu-le un portret original. 
Sigiliile manuale (mișcări cu puteri magice ale mâinilor), de exemplu, se substituie incantației magice și se bazează pe mișcările ninja din Role-playing-game. Forma sigiliilor amintește de caracterele Zodiacului Chinezesc; acesta are o lungă tradiție în Japonia, iar Kishimoto le-a folosit cu scopul de a aminti această tradiție.
Deși conceptul chakrăi apare în mitologia indiană, în budism și în alte religii, într-un interviu, Kishimoto a declarat că niciuna din aceste influențe nu stă la baza felului în care folosește el chakra în Naruto. A mai afirmat că chakra era un termen concret pentru a denumi abilitățile personajelor ninja de a folosi jutsu în Naruto; chakra sa este mai degrabă comparabilă cu Forța din Războiul stelelor sau cu punctele magice din  Role-playing-game.

## Chakra

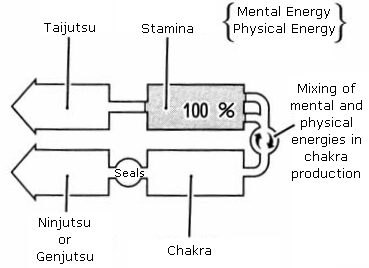
Diagrama simplificată a mecanismului generării chakrei

În Naruto, chakra este sursa de bază a energiei unui ninja când utilizează cele mai multe jutsu-ri. Cu mii de ani în urmă, oamenii se nășteau fără chakra, până când o femeie tânără numită Kaguya Ōtsutsuki fură fructul plantei Shinju și îl mănâncă pentru a căpăta puterea chakrei și să pună astfel capăt unui război din vremea sa. Fiul ei, Hagoromo Ōtsutsuki, supranumit Înțeleptul celor Șase Căi (Rikudoo Sennin), s-a născut cu abilitatea de a combina energia fizică (身体, shintai enerugī), adunată din trilioanele de celule ale corpului omenesc, cu energia minții (精神, seishin enerugī), dobândită prin experiență și meditație. Odată creată, chakra se mișcă în corp la fel ca sângele, și se eliberează prin 361 de puncte. Executând o secvență compusă din oricare din cele 12 sigilii manuale, chakra poate fi mânuită pentru a crea efecte supranaturale, ca de exemplu pășirea pe apă.
În Partea a II-a a serialului, este introdus conceptul transformării naturii (性質変化, seishitsu henka) care afectează calitatea chakrei. Manipularea de către ninja a naturii, după un antrenament de durată, îi permite să preschimbe chakra în: pământ, apă, foc, vânt și fulger. Fiecare element este mai puternic sau mai slab decât altul; de exemplu, focul este slab față de apă, dar poate cu ușurință să se opună și chiar să se întărească luptând împotriva unui vânt, bazându-se pe jutsu.
Majoritatea personajelor ninja au o afinitate naturală pentru unul din cele cinci elemente, acest lucru permițându-le să folosească jutsu respectiv cu mai mare ușurință.
Cei mai abili ninja pot învăța cum să folosească alte elemente: toți ninja care sunt junini pot utiliza cel puțin două elemente. Kakashi Hatake poate folosi toate cele 5 elemente în seriile Naruto. Chiar dacă acești ninja pot folosi, fără mare efort, diferite elemente, totuși, unui ninja îi este imposibil să combine elemente dacă nu are o predispoziție genetică pentru așa ceva. Un ninja având una din aceste abilități înnăscute poate contopi două elemente specifice pentru a crea un element complet nou. Haku, un adversar introdus la începutul serialului, poate mixa apa și vântul pentru a crea gheață. Stilul Lemn, o combinație unică la Primul Hokage (Senju Hashirama) între pământ și apă, la Danzo și Yamato, le permite acestora să producă baraje din lemn. Mai există și Stilul Yin-Yang cu formele sale separate Stilul Yin și Stilul Yang, care poate contracara celelalte tipuri de chakre, un stil pe care puțini îl stăpânesc.

## Aura
Aura este o altă sursă de energie creată prin concentrarea chakrei din corp. Este folosită pentru a realiza un jutsu care cere o cantitate sporită de chakra.

## Cele Opt Porți ale Chakrei

Opt Porți

Cele Opt Porți (Hachimon) sunt puncte specifice de-a lungul sistemului circulator al chakrei care limitează revărsarea chakrei în trupul cuiva și care face ca trupul să nu moară prea repede. Uneori ninja își deschid cele Opt Porți (八門遁甲の陣,Hachimon Tonkō no Jin) pentru a-și depăși limitele fizice, costurile în deteriorarea integrității corporale fiind enorme. Fiecare nouă poartă oferă noi nivele de putere, dar însoțite de noi răniri grave; deschizând toate cele 8 porți, luptătorul devine invincibil, dar corpul lui va fi atât de afectat încât va muri după luptă. 
1. Poarta Deschiderii (開門, Kaimon): localizată în creier, înlătură controlul creierului asupra mușchilor, aceștia putându-și folosi 100% puterea.
2. Poarta Vindecării (休門, Kyūmon): localizată tot în creier, forțează creșterea temporară a puterii fizice.
3. Poarta Vieții (生門, Seimon): localizată în șira spinării, mărește fluxul sanguin, înroșind pielea.
4. Poarta Durerii (傷門, Shōmon): localizată în șira spinării, mărește viteza mișcărilor, cu riscul sfâșierii țesutului muscular.
5. Poarta Limitei (杜門, Tomon): localizată în abdomen, ea dă viteză și mai mare mișcărilor.
6. Poarta Vederii (景門, Keimon): localizată în stomac, mărește enorm viteza și puterea, întratât încât corpuri de apă se ridică în jurul personajului, furnizându-i cantități mari de chakră. Tehnica asociată acestei porți este Asakujaku (朝孔雀, Păunul dimineții), care îl aruncă pe adversar în aer în timp ce îi este administrat un baraj de pumni atât de rapid încât aerul în jurul pumnului ia foc și un evantai de văpăi, asemeni unui păun, se formează în jurul adversarului.
7. Poarta Mirării (驚門, Kyōmon): localizată sub stomac, produce în jurul personajului o transpirație de culoare turcoaz ce dă iluzia unui strat de chakra. Din nefericire, efectul colateral constă în fragilizarea extremă a mușchilor, astfel încât orice poate foarte ușor să-i rupă. Tehnica asociată acestei porți este Hirudora (昼虎, Tigrul diurn), un singur pumn creează o asemenea presiune, încât aerul ia forma unui tigru ce trimite o explozie mortală.
8. Poarta Morții (死門, Shimon): localizată în inimă, deschiderea ei folosește toată energia corpului, în timp ce sudoarea devine de culoarea roșu intens. Cu inima bătând la maximum, personajul devine imbatabil, dar moare imediat după victorie. Cele două tehnici associate sunt Sekiz (夕象, Elefantul serii), în care loviturile formează un val ce seamănă cu un elefant, și Yagai (夜ガイ, Băiatul nopții), lovitura are forma unui balaur care îl spulberă pe adversar.

## Tipurile de jutsu
Jutsu sunt împărțite în trei categorii: Ninjutsu, Genjutsu și Taijutsu. 
Ninjutsu au și ele două subcategorii: jutsu de sigilare și jutsu sigiliului blestemat, un concept introdus în Partea a II-a a serialului, și care folosește trei tipuri de energie: a minții, a trupului și a naturii. Abilitățile Kekkei_genkai sunt moștenite genetic și dau posibilitatea utilizării unor tehnici unice.
Jutsu "secret" (秘伝, hiden) este transmis din generație în generație în sânul aceluiași clan, alții din afară neavând cum să-l învețe. "Tehnicile interzise"  (禁術, kinjutsu) sunt astfel încât produc mari vătămări celui care le folosește sau sunt întunecate și sinistre, precum cele ale lui Orochimaru.

### Ninjutsu
Ninjutsu (忍術, lit. Tehnicile ninja) este un termen vag ce se referă aproape la orice tehnică ce folosește chakra și permite utilizatorului să facă ceea ce altfel nu ar putea face. Ninjutsu este urmașa tehnicii Ninshu  (忍宗, lit. Secta Ninja) creată de Înțeleptul cel Șase Căi pentru ca oamenii să comunice între ei pe baza chakrei. Cu timpul, însă, oamenii au concentrat chakra pentru a-și lovi adversarii (dar și pentru a se apăra de lovituri).

### Genjutsu
Genjutsu (幻術, lit. Tehnicile iluziei) este o tehnică de creare de iluziei în mintea adversarului. Cel mai frecvent genjutsu este acela al creării de năluciri și închipuiri, provocând false senzații auditive, vizuale, olfactive, gustative. Dacă, însă, cel care folosește genjutsu își pierde o clipă concentrarea, efectul încetează și victima scapă. 

### Taijutsu
Taijutsu (体術, Tehnici corporale) se referă la orice tehnici care implică arte marțiale sau optimizarea abilității umane naturale. Taijutsu sunt executate accesând direct utilizarea fizică și mentală a energiilor. Ele se bazează pe rezistența și tăria dobândită prin antrenament. Pentru că nu este necesară producerea chakrei, tehnicile taijutsu pot fi efectuate, de obicei, mult mai repede decât tehnicile ninjutsu sau genjutsu. Rock Lee și profesorul său sunt exemple tipice de ninja care se specializează în taijutsu.

### Kekkei genkai
Kekkei genkai (血継限界, lit. Trăsătura de sânge) sunt abilități transmise genetic în cadrul clanurilor. Cele mai multe dintre aceste clanuri au dezvoltat tehnici speciale, care se bazează pe abilitățile lor genetice, deoarece le oferă un avantaj în luptă care nu pot fi predat sau copiat de către adversari.
Tehnicile Kekkei genkai precum Sharinganul, care acționează prin ochii celui care îl posedă, sunt numite Dōjutsu (瞳術, Technici oculare). 
Acest tip de jutsu a fost inventat de Kaguya Ōtsutsuki, mama Înțeleptului celor Șase Căi și inițiatorul a trei dōjutsu mari, având ca urmași pe cei din clanurile Uchiha, Uzumaki și Hyūga. Alte kekkei genkai, cum ar fi Stilul Lemn constă într-o combinație simultană de două elemente de chakra separate pentru a crea un unul nou. Kekkei Genkai au o varietate avansată numită Kekkei tōta (血継淘汰, lit. Selecția după sânge). Există un singur exemplu de această variație: Stilul Particule, care implică o combinație de foc, vânt și elemente de pământ. O variantă mai puternică este Kekkei mōra (血継網羅, lit. Includerea sângelui), care combină toate elementele naturii, inclusiv Stilul Yin-Yang. Un exemplu de kekkei mōra este Rinne Sharingan, un vechi dojutsu posedat de Kaguya Ōtsutsuki și jinchurikiul  monstruoasei forme a Kaguyei, Zece Cozi (Juby).

### Dojutsu
Dojutsu (瞳術, lit. Tehnica oculară) este o formă de kekkei genkai care utilizează ochii. Ea înzestrează utilizatorul cu abilități oculare, care pot fi ninjutsu, genjutsu sau altceva. Grație naturii fizice a ochilor, dojutsu poate fi transplantat într-o altă persoană și să funcționeze în continuare, deși, în cazul în care utilizatorul nu este de aceeași familie cu donatorul,  pot să aibă un mai slab control când este activat dojutsu sau consumă mai multă chakră decât de obicei. În lumea Ninja există "trei Mari Dōjutsu": Byakugan, care permite vizualizarea la 360 de grade până la o anumită distanță și sistemul chakrei al altuia; Sharinganul, care permite utilizatorului să copieze jutsu și mișcările altora, precum și o multitudine de genjutsu și alte abilități; și Rinnegan, cel mai "exaltat" din cele trei, care oferă utilizatorului un control asupra celor Șase Căi. Există, de asemenea, Rinne Sharingan, forma inițială de Sharingan și Rinnegan, și Tenseigan, o formă superioară de Byakugan și foarte similară cu Rinnegan ca putere. Există doar un singur individ care posedă toate cele trei Mari Dojutsu: Kaguya Ōtsutsuki, care posedă atât Byakuganul cât și Rinne Sharinganul.

### Fūinjutsu
Fūinjutsu sunt jutsu de sigilare (封印術, Fūin jutsu)  dezvoltate de Înțeleptul celor Șase Căi pentru a sigila în interior obiecte sau ființe vii. Crearea de noi jutsu de sigilare a fost continuată de Clanul Uzumaki, o ramură a Clanului Senju care sunt descendenții Înțeleptului, una dintre inovațiile lor fiind sigilarea bestiilor cu cozi într-o persoană care astfel devine jinchuriki (Naruto Uzumaki însuși este un jinchuriki, întrucât tatăl său a sigilat în el Bestia cu Nouă Cozi – Kyuby). Cea mai frecventă este sigilarea armelor sau a altor obiecte în suluri-pergament pentru a transporta cu maximă eficiență un număr mare de elemente. Sigilările jutsu sunt de asemenea utilizate pentru a restricționa accesul la lucruri, cum ar fi chakra, sau intrarea într-o clădire. “Sigiliul Cosașului (Moartea cu Coasa)" este un jutsu de sigilare unic deoarece sufletul însuși a ceea ce este sigilat este sigilat cu “Cosașul”, care nu este nici ființă, nici obiect.
Senjutsu (仙術, lit. Tehnicile înțelepților) este o formă de jutsu, introdusă în partea a II-a a seriei și care este transmisă de cei care au obținut titlul de Înțelept, din care doi sunt Marele Înțelept Gamamaru (Broscoiul) și Înțeleptul Șarpele Alb. Un utilizator poate ajunge să stăpânească senjutsu prin combinarea chakrei proprii cu "energia naturii", o sarcină care poate fi îndeplinită doar de acei ninja care au rezerve deosebit de mari de chakră, care învață să se armonizeze cu natura, rămânând totuși perfect calmi - oricine altcineva care încearcă este rapid copleșit de această energie naturală, așa cum se vede în cazul Clanului Jugo, ai cărui membri sunt instabili mental, cu accese de furie. Pe cei care învață cu Marele Înțelept Broscoiul, supradozajul de energie naturală îi transformă în statui-broaște din piatră gigantice, dar efectele pot fi neutralizate dacă sunt loviți de Înțelept cu bățul. Chiar în cazul în care utilizatorul este în stare să utilizeze Senjutsu, el dispune de o perioadă de timp limitată, după care va trebui în continuare să se deplaseze pe câmpul de luptă, în timp ce Senjutsu cere utilizatorului să rămână inactiv! Această situație poate fi, însă, depășită prin anumite metode, cum ar fi citarea broaștelor ca asistenți sau folosind clonele umbre pentru a aduna energie. Cei care stăpânesc senjutsu sunt în măsură să inducă o stare numită "Modul Înțelept" (仙人モード, Sennin mōdo), în cazul în care utilizatorul adoptă caracteristicile fizice ale mentorului său animal. Din cauza dificultății de a menține energia naturală, doar câțiva au reușit să-l controleze total; Naruto Uzumaki este declarat a fi primul utilizator de senjutsu sub tutela Marelui Înțelept Gamamaru (Broscoiul). Ninja capabili de a utiliza senjutsu precum Jiraiya, Minato Namikaze, Hashirama Senju și Kabuto Yakushi au, de asemenea, posibilitatea de a utiliza senjutsu, însă aparent fără ajutorul unui mentor animal. Pentru faptul că chakra utilizată provine din lumea naturală, senjutsu este o armă eficientă împotriva lui Zece-Cozi și a celor care folosesc Stilul Yin-Yang.

## Jutsu recurent
- Chidori (千鳥, lit. O mie de păsări) a fost creat de Kakashi Hatake în copilărie, numele tehnicii venind de la sunetul asemănător unui ciripit de păsări atunci când inițiază  această procedură. Odată ce a fost colectată destulă chakra-fulger, utilizatorul se grăbește spre țintă și izbește cu Chidori în ea; viteza de atac și cantitatea de chakră folosită permite utilizatorului să pătrundă cu ușurință orice apărare. În timpul lui Kakashi Gaiden, în scurta retrospectivă a copilăriei lui Kakashi, chidori este activat și provoacă un efect de tunel din cauza vitezei cu care utilizatorul se mișcă, lăsându-l vulnerabil la un contraatac. Din cauza acestui handicap, numai un ninja cu un ochi Sharingan poate folosi Chidori eficient, fiindcă Sharinganul are capacitatea de a observa chiar și cel mai mic detaliu și contracarează astfel viziunea de tunel. Ca urmare, Kakashi este capabil să-l învețe Chidori pe Sasuke Uchiha în Partea I.

Din cauza cantității mari de concentrare și de chakră necessitând a fi colectată și controlată ]n cazul chakrei-fulger, atât Kakashi cât și Sasuke sunt inițial limitați în utilizarea chidori la numai câteva ori pe zi. Apar cu puteri crescute abia în partea a II-a, dar în ce măsură este neclar. Ca creator al Chidori, Kakashi a atins un nivel de control mare, suficient ca el să despartă o lovitură de trăsnet, cu "lama fulger" (雷切 Raikiri). Sasuke, de asemenea, ajunge la niveluri mai mari de control în Partea a II-a, care îi permite să remodeleze Chidori în mână în formă solidă, ca o sabie, cu mai multe variante precum: Chidori Torent, Chidori Ace sau Chidori Suliță.
- Invocare: Reanimare (口寄せ・穢土転生, Kuchiyose: Edo Tensei, invocare: Reincarnarea Lumii Impure ) este un jutsu de invocare interzis, care este folosit pentru a reînvia morții într-o stare aproape vie. Pentru funcționarea acestui jutsu este necesară obținerea unui eșantion genetic al decedatului, fie prin jefuirea mormântului, fie din pete de sânge sau din organe salvate. Apoi este  sacrificată o persoană în viață pentru ca spiritul decedatului să locuiască în trupul victimei și să servească ca sclav utilizatorului jutsului. Cu toate acestea, acest jutsu poate funcționa doar în cazul în care sufletul decedatului se află pe Pământul Pur, și nu în altă parte în viața de apoi, cum ar fi în stomacul Morții cu Coasa (a Cosașului).

Deși Senju Tobirama este cel care a inventat jutsu reanimării, în scopul de a crea o armată indestructibilă folosită în atacurile sinucigașe, jutsu a fost mai târziu completat de Orochimaru, atunci când l-a folosit împotriva celui de-Al Treilea Hokage, Hiruzen Sarutobi, reînviindu-i pe Senju Tobirama și Senju Hashirama. Cu toate acestea, Naruto este cel care a perfecționat jutsu până la punctul în care este capabil să reînvie zeci de ninja într-o singură invocare, printr-o concentrare a întregii sale energii mentale pentru a-i controla strict. Oamenii reînviați prin acest proces sunt aproape invulnerabili, chiar și la cele mai distrugătoare atacuri, deoarece aceștia pur și simplu se vor regenera după fiecare vătămare (deși este nevoie de ceva timp de refacere atunci când rănile provin de la Rasengan; sau pot fi, de asemenea, paralizați de atacuri specifice, cum ar fi otrava). 
Întrucât sunt deja morți, ei nu au niciun fel de nevoi; au chakra și putere nelimitat din cauză că nu au nevoie să le refacă. În plus, ei nu pot fi supuși la anumite genjutsu care îi afectează pe cei vii, cum ar fi genjutsul Tsukuyomi Infinit. Singurele mijloace de a distruge un ninja reînviat este cu tehnici în Stilul Yin-Yang care andomajează trupul dincolo de regenerarea până la punctul de deces.
În ciuda faptului că Kabuto susține că tehnicile acestea sunt fără cusur, acestea au mai multe defecte, inclusiv faptul că reînviatul poate alege să părăsească trupul gazdă recipient, și să se întoarcă de bunăvoie la viața de apoi. Înviații care sunt paralizați, sigilați sau supuși anumitor genjutsu, cum ar fi Kotoamatsukami, nu pot acționa atâta timp cât nu este oprită invocarea. De asemenea, înviații pot rupe legătura cu acest jutsu, astfel încât aceștia pot rămâne printre cei vii chiar și după ce este revocat jutsu, după cum a arătat Madara Uchiha.

## Transformarea Avansată a Naturii Chakrei
Transformarea Avansată a Naturii Chakrei este un tip de kekkei genkai care permite manipularea unor elemente altele decât cele cinci chakre bazice: focul, apa, vântul, fulgerul și pământul. Combinația se realizează prin mixarea a două (sau trei, în cazul kekkei tōta) elemente separate pentru a crea unul cu totul nou; unele elemente avansate pot fi unice la o persoană în clan, cel mai notabil fiind Stilul Lemn, care este prezent numai la Senju Hashirama. Transformările Avansate cunoscute ale Naturii Chakrei sunt:
- Stilul Gheață (氷遁, Hyōton, Generarea gheții) mixează apă și vânt pentru a crea gheață. Este stăpânită de membrii Clanului Yuki, unul din numeroasele clanuri de altădată din Kirigakure și care au fost exterminate în timpul celui de al Patrulea Mizukage. Singurii membri cunoscuți ai clanului sunt Haku și mama sa, care mor și lasă existența tehnicii sub semnul întrebării.
- Stilul Exploziv (爆遁, Bakuton, Generarea Exploziei) permite utilizatorilor să îmbibe obiectele cu chakră și să le facă să explodeze. Este posedat de cei din Corpul Exploziei din Iwagakure, care îl include pe Deidara, membru al clanurilor Gari și Akatsuki; așadar este o tehnică kekkei genkai posedată de ninja fără conexiuni familiale între ei. A primit numele actual mult după inventarea lui, la început fiind considerat Stilul Pământ.
- Stilul Magnet (磁遁, Jiton, Generarea Magnetului) permite mânuirea chakrei pentru atragerea obiectelor sau pentru a magnetiza un obiect prin simpla atingere. Deși prezent în Satul Nisipul Ascuns, Bestia cu o Coadă a acestuia, Shukaku, fiind capabilă să mânuiască nisipul ca pe o armă, cei doi utilizatori nu sunt înrudiți. Cei doi sunt: Al Treilea Kazekage, cel a cărui dezvoltare a Stilului de luptă Nisipul de Fier, creat prin studierea Bestiei cu O Coadă, i-a adus moartea a cărui autor a fost Sasori, și Al Patrulea Kazekage, care a amestecat praf de aur în nisip. Fiul celui de-Al Patrulea Kazekage, Gaara, fost jinchuriki al lui Shukaku (adică în trupul său a fost sigilată bestia Shukaku) poate să mânuiască nisipul ca pe o armă și după extragerea bestiei din el. Naruto a intrat în posesia acestei tehnici de mânuire a nisipului după ce un fragment din Shukaku a fost transferat în corpul său. Toroi din satul Kumo (Kumogakure) poseda o varietate a acestei tehnici prin care magnetiza obiectele ce ajung în contact cu pielea sa.
- Stilul Coroziune/Lavă ((熔遁/溶遁, Yōton, Generarea Lavei) amestecă elementele foc și pământ în diverse scopuri. Această tehnică este stăpânită de Goku Son și se manifestă atât la Jinchurikiul Bestiei cu Patru Cozi - Roshi, cât și la Naruto sub formă de rocă și lavă topite. Stilul Lavă este tot o tehnică kekkei genkai posedată de ninja neînrudiți între ei: este văzut la al Cincilea Mizukage, Mei Terumī, la Kurotsuchi din Iwagakure, a cărui lavă ia forma de var nestins efervescent, la Dodai din Kumogakure, a cărui lavă ia forma unui cauciuc uriaș.
- Stilul Inferno (炎遁, Enton, Generarea Vâlvătăii), o variantă a Stilului Foc, permite utilizarea unor îndelungi flăcări negre de Amaterasu, considerate ca fiind cea mai înaltă formă de tehnici în Stilul Foc. De aceea, este comandat numai de cei care pot lansa Amaterasu, adică de Sasuke Uchiha și fratele său, Itachi.
- Stilul Tornadă/Furtună (嵐遁, Ranton, Generarea Furtunii) mixează apă cu fulger pentru a crea fascicule de energie care pot fi ghidate ca niște șuvoaie de apă. Este posedat de ninja din Kumogakure, mai ales de Darui. Al treilea film Shippūden: Voința de Foc are o variantă care face posibilă mânuirea unor nori de fulgere care absorb chakra. Această variantă este posedată de Hiruko, care a furat-o de la un ninja necunoscut.
- Stilul Abur ((沸遁, Futton, Genrarea Fierberii) amestecă foc și apă pentru a crea un gaz foarte coroziv. Este una din cele două naturi de chakră posedate de Mei Terumī.
- Stilul Particulă (塵遁, Jinton, Genrarea Prafului) mixează foc, vânt și pământ pentru a crea un obiect tridimensional expansibil capabil să dezintegreze tot ce atinge la nivel molecular. Este singurul exemplu de kekkei tōta, o variantă avansată de kekkei genkai care  mixeză trei elemente în loc de două.
- Stilul Carbonizare/Scorojire ((灼遁 Shakuton, Generarea Carbonizării) permite folosirea chakrei sub forma unor globuri de foc în stare să producă evaporarea apei din celulele corpului adversarului, mumificându-l pur și simplu. Singurul ninja cunoscut a poseda această tehnică este Pakura din Sunagakure, care murise deja.

Adaptarea anime și filmul serial au introdus și noi transformări ale naturii chakrei. Ele nu au mai fost pomenite în manga. Iată-le:
- Stilul Cristal (晶遁 Shōton, Generarea Cristalului) permite crearea de cristale ca arme, cristalizarea unor obiecte sau manipularea unor cristale adevărate. Singurul utilizator cunoscut este Guren din animeul Arcul cu trei cozi.
- Stilul Rapid ((迅遁 Jinton, Generarea Vitezei) creează viteză instantanee, ceea ce face să nu poți fi lovit, de cele mai multe dintre atacurile Taijutsu. Apare în al treilea film Naruto Shippuden : Voința de Foc. Este posedat tot de Hiruko și obținut tot prin furt.
- Stilul Umbră (冥遁, Meiton, Generarea Întunericului) permite absorbirea chakrei dușmanului prin semnele de diamant din mâna utilizatorului. Apare în al treilea film Naruto Shippuden: Voința de Foc. Tot o tehnică furată de Hiruko de la un ninja necunoscut.
- Stilul Oțel (鋼遁, Kōton, Generarea Oțelului) transformă propriul trup în oțel negru, făcându-l impenetrabil. Apare în al treilea film Naruto Shippuden: Voința de Foc. Iarăși o tehnică furată de Hiruko de la un ninja necunoscut.

### Stilul Lemn
- Stilul Lemn (木遁, Mokuton, lit. Generarea Lemnului) o tehnică kekkei genkai a lui Senju Hashirama. Cu o chakră combinând pământul cu apa, utilizatorul poate produce spontan copaci sau obiecte de lemn. Aceasta i-a permis Primului Hokage, Senju Hashirama, întemeierea satului Konohagakure. Obiectele create cu Stilul Lemn sunt foarte variate, de la un simplu zid de lemn până la copia funcțională a utilizatorului! În Partea a II-a, aflăm că Yamato a primit abilitatea de a folosi Stilul Lemn după ce a fost injectat cu ADN-ul lui Hashirama de către Orochimaru, dar la o scară mult mai mică. O posibilă tehnică neînrudită cu acest stil, dar posedată doar de Primul Hokage și Yamato, este capacitatea de a suprima o bestie cu cozi. Acest lucru se realizează prin generarea unor pari de lemn care imobilizează fiara. La fel ca Yamato, Danzō Shimura are și el injectat ADN-ul lui Hashirama de către Orochimaru, înzestrându-l cu abilitatea de a folosi tehnicile Stilului Lemn. Mai aflăm că Madara Uchiha el însuși își injectase ADN-ul lui Hashirama, devenind astfel egalul Înțeleptului celor Șase Căi și a folosit acest stil ca să-și salveze ucenicul Obito Uchiha de la moarte. Toți Zetsu albi și cei transformați pentru a scăpa de a deveni Zetsu albi posedau Stilul Lemn, încât Madara s-a lăsat păcălit crezând că sunt ființe umane artificiale create de el din ADN-ul lui Hashirama. După lupta finală dintre Naruto și Sasuke, când își pierd unul brațul drept și celălalt brațul stâng, Tsunade se oferă să utlizeze celulele bunicului său ce conțineau Stilul Lemn pentru a le confecționa brațe bionice; Naruto acceptă, în timp ce Sasuke, inițial, refuză.

## Tehnica Transformarea Spiritului
Tehnica Transformarea Spiritului (霊化の術, Reika no Jutsu, Jutsu Transformarea în Fantomă) este abilitatea care permite sufletului utilizatorului să părăsească trupul și să-l transforme într-o "ikiryō" (生霊, lit.: fantomă vie) care este capabilă să pună stăpânire pe o țintă, să intre în trupul victimei și s-o utilizeze sau s-o omoare. Poate, de asemenea, să străbată distanțe imense și să îi transfere astfel chakră. Singurul utilizator cunoscut este Dan Katō.

### Sigiliul Blestemat al Cerului
Jutsu lui Orochimaru numit Sigiliul Blestemat (呪印術, Juinjutsu, lit.: Semnul Blestemat) este un sigiliu special pe care Orochimaru îl folosește pentru a crește nivelul puterii subordonaților săi și a-i controla. După ce îl întâlnește pe Jugo, cercetarea lui Orochimaru asupra capacității tinerilor de a transforma liber părți ale corpului său îl conduce la Peștera Ryūchi, unde el a căpătat abilitatea de a-și asuma Modul Înțelept, totuși nu îl poate folosi din cauza fragilității trupurilor gazdă. Totuși, pentru a compensa acest neajuns, Orochimaru concepe Sigiliile Blestemate infuzând Chakra sa Senjutsu în enzimele pe care le-a extras din trupul lui Jugo.
Procesul pe cale de a fi implementat este o experiență dureroasă pentru persoana respectivă, în timpul cât corpul ei acceptă sau respinge sigiliul. Odată ce corpul acceptă sigiliul, acceptantul își însușește Primul Nivel, de unde sigiliul se împrăștie prin corpul utilizatorului, mărindu-i acestuia abilitățile. Când sigiliul este dezactivat, utilizatorul rămâne epuizat, toată energia sa fiind consumată. Al Doilea Nivel al Sigiliului este atins atunci când se permite sigiliului să se folosească de corp în totalitate, în final, făcând ca persoana respectivă să devină o parodie personalizată a Modului Înțelept cu alternanțe de forță și de slăbiciune. Metoda prin care se atinge Al Doilea Nivel este ingurgitarea unor substanțe care aduc persoana într-o stare de letargie. 
Dobândind Sigiliul Blestemat în urma mușcăturii la gât făcută de Orochimaru în timpul Examenelor  pentru Chunini, cu scopul de a-l pregăti ca trup recipient pentru ninja, Sasuke supraviețuiește înfiorătoarei încercări și imediat își utilizează puterea înainte ca Kakashi să pună la punct un sigiliu care să țină Sigiliul Blestemat la distanță. Dar, după ce atinge Al Doilea Nivel, Sasuke începe să se antreneze cu Orochimaru și, în câțiva ani, anumite părți ale corpului ating nivelul doi de transformare, până ce Itachi, fratele său, i-a îndepărtat Sigiliul Blestemat. Anko, de asemenea, l-a scos pe al ei în Al Patrulea Război Ninja, când Sasuke și-a transferat starea conștientă într-un corp nou.  

## Tehnica Păpușa
Tehnica Păpușa ((傀儡の術, Kugutsu no Jutsu; manga cu titlul: Arta Păpușarului; anime: Jutsu Păpușarului) este un stil de luptă provenind din clanul Ōtsutsuki din Sunagakure care folosește sfori de chakră pentru a controla obiectele, mai ales păpuși. Păpușarul își conectează unul din degete la o păpușă prin intermediul unei sfori de chakră  ce îi permite să o manipuleze în luptă de la distanță doar cu mișcarea degetului. Păpușarii avansați pot controla mai multe păpuși simultan; în cazul de față, ninja din Sunagakure Chiyo poate controla 10 păpuși simultan cu fiecare din cele 10 degete. Însă Sasori, nepotul de bunică al lui Chiyo, poate controla 100 de păpuși, conectate cu fire de chakră direct la inima sa! El poate acest lucru pentru că s-a preschimbat el însuși într-o păpușă. Din cauză că se bazează aproape numai pe secretul armelor păpușilor lor, păpușarii sunt componenta cea mai vulnerabilă a acestui stil. Păpușile, în mod normal, nu pot utiliza chakra; membrul Akatsuki numit Sasori își face păpușile din corpuri omenești, care își păstrează chakra și abilitățile unice. Kankuro este cel mai obișnuit păpușar în Naruto; de-a lungul episoadelor, el adaugă mereu păpuși noi în arsenalul propriu. 

## Rasengan
Rasengan (螺旋丸, lit. Sfera Spirală, manga: Sfera Chakrei în Spirală) este un jutsu creat de Minato Namikaze după trei ani de trudă și observând Bomba Bestiei cu Cozi. Este o minge din chakră comprimată care se rotește în mâna utilizatorului și care, azvârlită în adversar, sfâșie și zdrobește cu mare forță. Rasenganul este introdus în seriile în care Jiraiya, profesorul lui Minato Namikaze, îl învață Rasenganul pe Naruto Uzumaki, fiul lui Minato. Întrucât este o tehnică grea, Jiraiya îl antrenează pe Naruto în trei stagii: învârtirea chakrei, intensificarea ei și formarea sferei albastre. Naruto muncește enorm la ultimul stagiu și inventează o metodă alternativă folosind Clona Umbrei pentru a simula un atac, timp în care el creează chakra necesară Rasenganului.
În Partea a II-a a serialului, întâlnim alte variante de Rasengan. Și Naruto și Jiraiya sunt capabili să formeze un Rasengan Gigant (大玉螺旋丸, Oodama Rasengan, Marea Minge Rasengan), mai puternic decât varianta standard. Kakashi Hatake, elevul lui Minato, și Konohamaru Sarutobi, ucenicul lui Naruto, sunt și ei învățați să folosească Rasenganul. Mai târziu, în Partea a II-a, după ce a dezvoltat tehnica Rasenshuriken și a perfecționat-o cu Chakra Înțeleptului în așa fel încât să nu se rănească el însuși, Naruto folosește Chakra Înțeleptului pentru a crea o variantă superioară de Rasengan, Arta Înțeleptului: Super Marea Minge Rasengan (仙法・超大玉螺旋丸, Senpō: Chō Oodama Rasengan).
După ce Naruto dobândește controlul asupra chakrei lui Kurama (Bestia cu Nouă Cozi), sunt introduse mai multe variante noi, precum Rasenganul Planetar (惑星螺旋丸, Wakusei Rasengan), care plasează trei Rasenganuri obișnuite pe o orbită în jurul unui Rasengan Gigant, precum lunile în jurul lui Jupiter, Vârtejul Rasen (螺旋乱丸, Rasenrangan) și Absorbția Rasen (螺旋吸丸, Rasenkyūgan) care folosește brațele chakrei pentru a-și înșfăca și trânti dușmanii în Rasenul Gigant, creând impresia că sunt “absorbiți de Rasengan”. Aceste variante pot fi multiplicate cu ajutorul Clonelor Umbrei. După ce își însușește chakra și a celeilalte Bestii cu Cozi, Naruto inventează alte variante, precum Stilul Magnet al lui Shukaku la Arta Înțeleptului: Stilul Magnet Rasengan (仙法・磁遁螺旋丸, Senpō: Jiton Rasengan).
Filmele Naruto introduc, de asemenea, o variantă a Rasenganului cu o singură apariție: Rasenganul în Șapte Culori (七色の螺旋丸, Nanairo no Rasengan), Rasenganul Gelel (ゲレル螺旋丸, Gereru Rasengan), Rasenganul Corn de Lună  (三日月螺旋丸, Mikazuki Rasengan), Rasenganul Tornadă (竜巻螺旋丸, Tatsumaki Rasengan), Rasenganul Mațe (ど根性螺旋丸, Dokonjō Rasengan), și Supremul Ultim Rasengan (太極螺旋丸, Taikyoku Rasengan).

### Rasenshuriken
Kakashi îi dezvăluie lui Naruto că Minato intenționa să combine Rasenganul cu chakra sa din elemente, dar era incapabil să completeze tehnica. Naruto poate să completeze munca tatălui său, cu ajutorul Clonelor Umbrei. Ca să o poată aplica, Naruto are nevoie de ajutorul a două clone; el produce chakra, iar o clonă asigură forma transformării, în timp ce cealaltă dă natura transformării. Mânuind chakra provenind din Eliberarea Vântului: Rasengan, Naruto a reușit să creeze patru puncte mari, facând ca Rasenganul să ia înfățișarea unui uriaș fūma shuriken, cu Rasenganul rămânând în mijloc o sferă perfectă. Tehnica produce, pe parcursul utilizării ei și după, un zgomot asemeni unui urlet puternic. 
Rasenshurikenul creează nenumărate lame microscopice rotitoare care rănesc grav corpul la nivel celular. El produce atâtea lovituri încât chiar și Kakashi Hatake este incapabil să le numere pe toate cu Sharinganul. Lamele rotitoare distrug canalele nervoase ale corpului, ținta rămânând imobilă după ce a fost lovită. Efectul lor nu poate fi reparat de nicio formă de ninjutsu medical.
Când Naruto folosește prima dată Rasenshuriken ca pe o armă tăioasă contra lui Kakuzu, s-a rănit el însuși la braț și Tsunade îl declară jutsu interzis, la fel ca otrava. Dar Naruto învață cu timpul că Modul Înțelept vindecă mult mai repede rănile și, ca urmare, poate folosi Rasenshurikenul, fiindcă se vindecă repede la braț. Acest defect al Rasenshurikenului este îndepărtat și efectul lui este mărit atât de mult încât străpunge munții și amețește pe moment ființe precum Kurama (Bestia cu Nouă Cozi). După ce primește chakra yang de la Hogoromo, Naruto poate să-și infuzeze Rasenshurikenul cu chakra elementară pusă lui la dispoziție de Bestia cu Nouă Cozi din interiorul lui: folosind Stilul Lavei al lui Son Goku cu Rasenshuriken el creează Arta Înțelept: Rasenshurikenul Stilul Lavei (仙法・熔遁螺旋手裏剣 Senpō: Yōton Rasenshuriken). Naruto poate crea de asemeni și Clonele Umbrei pentru a utiliza toată chakra Bestiei cu Cozi în Arta Înțelept: Super Rasenshurikenul Bestiei cu Cozi (仙法・超尾獣螺旋手裏剣 Senpō: Chōbijū Rasenshuriken) în atac. În Naruto Shippuden: Ultima Revoluție Ninja există o puternică variantă numită Rasenshurikenul Planetar al Bestiei cu Cozi. Riringan este un fel de ochi-roată care permite utilizatorului să vadă chakra și jutsul dușmanului. Acest tip de ochi-roată este chiar mai puternic decât Marele Jutsu Înțelept.
Acest Riringan este descoperit de Boruto, fiul lui Naruto.

### Sigiliul Cosașului Morții /Sigiliul Morții cu Coasa
Sigiliul Cosașului/al Morții cu Coasa (屍鬼封尽 Shiki Fūjin, lit. Demonul morții înghițitor de sigiliu) este un jutsu de sigilare sinucigaș, interzis, în care utilizatorul invocă o entitate numită Cosașul (死神, Shinigami) care vine în spatele său și-și trece brațul prin stomacul lui pentru a înșfăca sufletul țintei și a-l trage în trupul lui. Odată sigilarea efectuată, Cosașul Morții va absorbi ambele suflete, atât al utilizatorului cât și al celui sigilat, făcând astfel ca cei doi combatanți să fie închiși în stomacul Cosașului pentru veșnicie. Totuși, în cazul în care doar o parte a sufletului țintei este sigilată, partea corespunzătoare a trupului este paralizată și îndură o necroză extrem de dureroasă. Numai cel de Al Treilea și cel de Al Patrulea Hokage au executat Sigiliul Cosașului Morții în lupta lor cu Orochimaru și, respectiv, Kurama. În ambele cazuri, ambii Hokage au fost siliți să ia cu ei, pe lumea cealaltă, doar o parte a oponenților lor: Minato îi ia lui Kurama partea Yin, în timp ce Hiruzen este silit să ia brațele lui Orochimaru ca să-l împiedice pe fostul său pupil să mai utilizeze vreodată vreun jutsu. Mai târziu, în Partea aII-a, în evenimentele din timpul celui de Al Patrulea Mare Război Ninja, Orochimaru folosește o mască a clanului Uzumaki pentru a invoca Cosașul Morții într-o mișcare riscantă și rupe Sigiliul Cosașului Morții, despicând larg stomacul demonului, din care vor ieși reînviați cei patru Hokage, iar Orochimaru își va recupera partea de suflet pierdută cu un an înainte. 

### Arta Ninja: Regenerarea mitotică
Arta Ninja: Regenerarea mitotică (創造再生 Sōzō Saisei, lit. Renașterea creației) este apogeul absolut al ninjutsului medical, creat de Tsunade, care este privită ca fiind cel mai mare ninja medical din lume. Utilizatorul trebuie să acumuleze în prealabil o mare cantitate de chakră pentru a forma Sigiliul Byakugo (百豪の印 Byakugō no In, lit. Puterea a o sută de sigilii) în frunte. Pentru a activa tehnica, utilizatorul dă drumul sigiliului pentru a forța eliberarea chakrei adunate în corp. Prin inputul utilizatorului, proteinele grăbesc crearea de noi celule prin diviziune celulară, care regenerează orice rană. De aceea, atâta timp cât au destulă chakră, ninja medicali pot vindeca și regenera orice rană, chiar fatală, făcându-i astfel invincibili. Totuși, întrucât celulele corpului se pot divide de un număr limitat de ori într-o viață, utilizatorul își scurtează propria viață prin grăbirea regenerării. Tsunade reușește să contracareze acest lucru, într-o anumită măsură, printr-o durată lungă de viață; astfel ea supraviețuiește chiar și după utilizarea acestui jutsu de mai multe ori. Acest jutsu are și o variantă: O Sută de Vindecări (百豪の術 Byakugō no Jutsu, lit. Puterea a o sută de tehnici). Chiar dacă are același efect ca originalul, totuși utilizatorul nu are nevoie să activeze regenerarea, ea având loc automat, ori de câte ori apare o rană. Tsunade, mult timp unica deținătoare a acestei tehnici, a creat regula care interzice tuturor ninja medicali să participe la luptă dacă nu stăpânesc această tehnică. Eleva lui Tsunade, Sakura Haruno, este și ea capabilă să utilizeze tehnica O Sută de Vindecări, după ce a acumulat chakră timp de trei ani pentru a forma Sigiliul Byakugo.